# Prasugrel
Prasugrel (cu denumirea comercială Efient) este un medicament antitrombotic din clasa antiagregantelor plachetare. Este utilizat pentru a reduce riscul evenimentelor cardiovasculare trombotice. Face parte din categoria antagoniștilor ireversibili ai clasei P2Y12 de receptori ADP, aparținând clasei tienopiridinelor. Calea de administrare disponibilă este cea orală.